# Иван Красновски
Иван Петров Красновски е български юрист и политик. Дългогодишен съдия, през последните години от живота си той е председател на Върховната сметна палата (1934 – 1936, 1938 – 1941) и вътрешен министър (1936 – 1938).

## Биография
Иван Красновски е роден на 6 септември (25 август стар стил) 1882 година в Пазарджик. Учи право в Софийския университет „Свети Климент Охридски“ и се дипломира в Загреб. По време на Балканските войни (1912 – 1913) е запасен офицер в 21-ви пехотен полк, а през Първата световна война (1915 – 1918) служи във военното съдебно ведомство.
След войните Красновски работи като съдия, като достига до поста член на Върховния касационен съд. През 1934 година става председател на Върховната сметна палата. Той остава на този пост до смъртта си с прекъсване през 1936 – 1938 година, когато е министър на вътрешните работи и народното здраве във второто правителство на Георги Кьосеиванов.
Иван Красновски умира на 31 март 1941 година във Виена и е погребан в София.
За него Васил Митаков казва: „Красновски се яви в ролята на министър съвършено неподготвен, без никакво отношение към военната психика. Станал е жертва не на нещо друго, а на своята съдийска прямота, откровеност и простота.“